# Henriett Seth F.
Henriett Seth F. (n. 27 octombrie 1980, Eger, Heves, Ungaria) este o scriitoare, romancieră, poetă și artistă plastică maghiară, autoare a numeroase romane științifico-fantastice apreciate pe plan internațional, diagnosticată încă din primii ani ai vieții cu sindromul savantului-autism cu funcțiune la nivel superior.

## Bibliografie

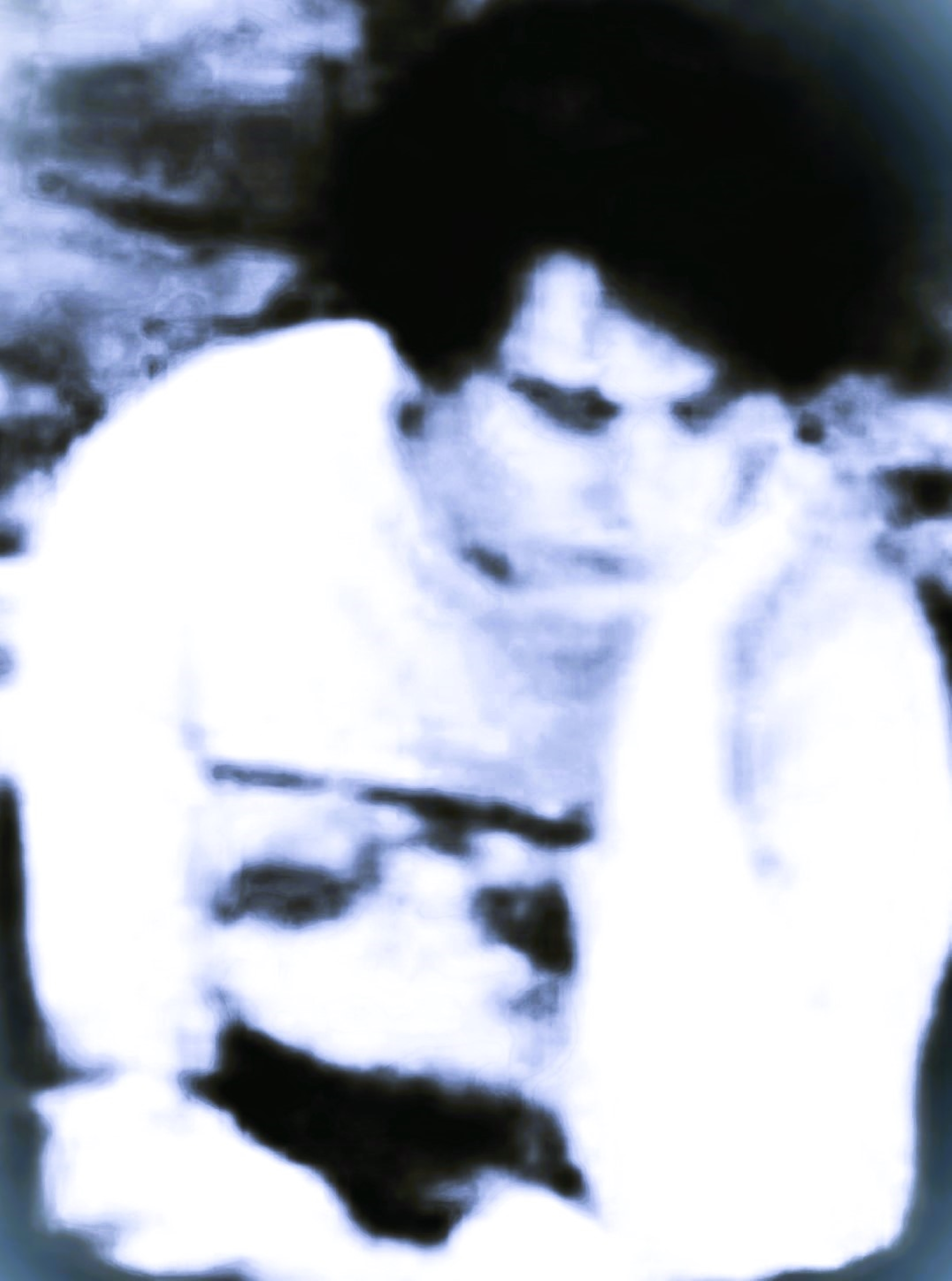
Henriett Seth F., 13, 1993

Henriett Seth F., Palatul, Szombathely, 2025